# Palmeiras (Bahia)
Palmeiras est une municipalité de l'État de Bahia au Brésil.
Sa population était estimée à 8 408 habitants en 2010 et elle s'étend sur 695,719 km2.
Elle appartient à la microrégion de Seabra dans la mésorégion du Centre-Sud de Bahia.